# Domenico Tarcisio Cortese
Domenico Tarcisio Cortese (San Giovanni in Fiore, 7 febbraio 1931 – Roma, 11 novembre 2011) è stato un vescovo cattolico italiano.

## Biografia
Nacque a San Giovanni in Fiore il 7 febbraio 1931. 
Entrato nell'Ordine dei frati minori, nel 1952 fece la professione solenne ad Assisi e fu ordinato sacerdote il 23 maggio 1954. Successivamente si licenziò a Roma in diritto canonico.
Dal 1968 al 1977 fu ministro provinciale dei frati minori in Calabria, dal 1977 al 1979 padre guardiano del convento di San Francesco a Cosenza. 
Il 15 giugno 1979 fu eletto vescovo di Mileto e, con separata bolla pontificia, venne nominato anche vescovo di Nicotera e Tropea. Venne consacrato nella chiesa cattedrale di Mileto l'8 settembre 1979 da mons. Aurelio Sorrentino, arcivescovo metropolita di Reggio Calabria, prendendo contemporaneamente possesso delle diocesi. 
Prospettò per le tre diocesi un impegno di "comunione e concordia operosa" nel vicendevole aiuto e reciproco scambio di energie, elaborando e realizzando piani di lavoro con comuni strumenti operativi. Tutto ciò cominciò ad attuare dal primo giorno di governo, trovando fattiva collaborazione del clero nelle principali direttive di lavoro interdiocesano: organismi pastorali, formazione del laicato, pastorale vocazionale, servizi assistenziali, valorizzazione del patrimonio storico-artistico. In questo modo predispose le diocesi alla piena fusione decretata dalla Santa Sede nel 1986 e ad una continuità di impegno pastorale più stabile, organico ed ordinato. 
Compiuti 75 anni, presentò, come previsto dalle norme canoniche, le dimissioni al Papa. Continuò a governare la diocesi fino all'ingresso del suo successore, Luigi Renzo, l'8 settembre 2007. Dopo il pensionamento si ritirò a Roma presso la Casa Sacerdotale "Madre Teresa Casile" delle Suore Oblate del Sacro Cuore di Gesù dedicandosi alla predicazione di ritiri ed esercizi in tutta Italia.
Morì per arresto cardiaco l'11 novembre 2011 a Roma. Il suo corpo, dopo la celebrazione delle esequie avvenuta il 13 novembre nella cattedrale di Mileto e presieduta dall'arcivescovo metropolita di Reggio Calabria-Bova Vittorio Luigi Mondello, è stato tumulato nella stessa cattedrale.

## Genealogia episcopale e successione apostolica
La genealogia episcopale è:
- Cardinale Scipione Rebiba
- Cardinale Giulio Antonio Santori
- Cardinale Girolamo Bernerio, O.P.
- Arcivescovo Galeazzo Sanvitale
- Cardinale Ludovico Ludovisi
- Cardinale Luigi Caetani
- Cardinale Ulderico Carpegna
- Cardinale Paluzzo Paluzzi Altieri degli Albertoni
- Papa Benedetto XIII
- Papa Benedetto XIV
- Cardinale Enrique Enríquez
- Arcivescovo Manuel Quintano Bonifaz
- Cardinale Buenaventura Córdoba Espinosa de la Cerda
- Cardinale Giuseppe Maria Doria Pamphilj
- Papa Pio VIII
- Papa Pio IX
- Cardinale Raffaele Monaco La Valletta
- Patriarca Michele Zezza
- Vescovo Raffaello Delle Nocche
- Vescovo Vincenzo De Chiara
- Arcivescovo Aurelio Sorrentino
- Vescovo Domenico Tarcisio Cortese, O.F.M.

La successione apostolica è:
- Vescovo Vincenzo Rimedio (1982)